# Gminy w kantonie Ticino

## Gminy
Gminy (comune) kantonu Ticino, według okręgów (distretto):
| - Arbedo-Castione - Bellinzona - Cadenazzo - Isone - Lumino - Sant’Antonino - Acquarossa - Blenio - Serravalle - Airolo - Bedretto - Bodio - Dalpe - Faido - Giornico - Personico - Pollegio - Prato Leventina - Quinto | - Ascona - Brione sopra Minusio - Brissago - Centovalli - Cugnasco-Gerra - Gambarogno - Gordola - Lavertezzo - Locarno - Losone - Mergoscia - Minusio - Muralto - Onsernone - Orselina - Ronco sopra Ascona - Tenero-Contra - Terre di Pedemonte - Verzasca | - Agno - Alto Malcantone - Aranno - Arogno - Astano - Bedano - Bedigliora - Bioggio - Bissone - Brusino Arsizio - Cadempino - Canobbio - Capriasca - Caslano - Collina d’Oro - Comano - Cureglia - Curio - Grancia - Gravesano - Lamone - Lugano - Magliaso - Manno - Massagno - Melide - Mezzovico-Vira - Miglieglia - Monteceneri - Morcote - Muzzano - Neggio - Novaggio - Origlio - Paradiso - Ponte Capriasca - Porza - Pura - Savosa - Sorengo - Torricella-Taverne - Tresa - Val Mara - Vernate - Vezia - Vico Morcote | - Balerna - Breggia - Castel San Pietro - Chiasso - Coldrerio - Mendrisio - Morbio Inferiore - Novazzano - Riva San Vitale - Stabio - Vacallo - Biasca - Riviera - Avegno Gordevio - Bosco/Gurin - Campo Vallemaggia - Cerentino - Cevio - Lavizzara - Linescio - Maggia |